# Virgin Galactic
Virgin Galactic és una empresa espacial dels EUA que està desenvolupant una astronau comercial que vol proporcionar llançaments suborbitals per missions de ciència espacial, i pel que fa al turisme espacial, vols suborbitals i més endavant, vols espacials.
Al desembre de 2018, Richard Branson va declarar que el primer viatge comercial de Virgin a l'espai, en el qual ell anirà a bord, es produirà al març de 2019.

## Història

### Fundació i primeres activitats
Virgin Galactic va ser fundada el 2004 per l'empresari britànic Richard Branson, que havia fundat prèviament l'aerolínia Virgin Atlantic i Virgin Group.

### The Spaceship Company
The Spaceship Company (TSC) és una empresa de producció aeroespacial, originalment fundada per Virgin Group i Scaled Composites per construir naus espacials comercials. Des del moment de la formació del TSC el 2005 Virgin Galactic va pagar per a la fabricació de 5 SpaceShipTwo i 2 WhiteKnightTwo;. La producció d'aquests vehicles va començar el 2008. El juliol de 2014, TSC estava a la meitat de la realització d'un segon SpaceShipTwo, i havia començat la fabricació d'un segon WhiteKnightTwo.

### Inici dels vols de prova
El juliol de 2008, Richard Branson va predir que el primer viatge espacial es duria a terme en 18 mesos.
A l'octubre de 2009, Virgin Galactic va anunciar que els vols inicials s'efectuarien des d'Spaceport America "en dos anys
Més tard al mateix any, Scaled Composites va anunciar que els primers vols tant de l'SpaceShipTwo com de White Knight Two seria a principis de 2010. Tots dos van volar junts al març de 2010.
La credibilitat de les promeses anteriors de les dates de llançament es va posar en qüestió a l'octubre de 2014 pel seu president executiu, George Whitesides, quan va declarar al diari "The Guardian": "Hem canviat dràsticament com a empresa. Quan em vaig unir el 2010 érem principalment una organització de màrqueting. Ara podem dissenyar, construir, provar i volar un motor de coet per nosaltres mateixos i tot a Mojave, crec que no es fa en cap altra part del planeta ".
El 7 de desembre de 2009, l'SpaceShipTwo va ser presentada al Port Espacial de Mojave. Branson va dir a les 300 persones que van assistir, cadascun dels quals havien reservat bitllets de 200.000 dòlars, que els vols començarien "el 2011". No obstant això, a l'abril de 2011, Branson va anunciar nous retards, dient "espero que en 18 mesos a partir d'ara, estarem asseguts en la nostra nau espacial i es dirigiarà cap a l'espai".
El tercer vol de prova propulsat de la SpaceShipTwo es va dur a terme el 10 de gener de 2014 i va provar amb èxit el sistema de control de reacció (RCS) de la nau espacial i la capa de protecció tèrmica recentment instal·lada en els auges de la cua del vehicle. El CEO de Virgin Galactic, George Whitesides va dir: "Estem cada vegada més prop del nostre objectiu d'iniciar el servei comercial el 2014".
Al novembre de 2015, Richard Branson va anunciar que la nova versió de la nau SpaceShip Two estava llesta i començaria amb les proves al febrer de 2016, amb la intenció d'arrencar els vols comercials durant aquell mateix any.
El 26 de juliol de 2018 l'SpaceShipTwo es va desenganxar sense problemes de l'aeronau matriu VMS Eve, va encendre el seu motor de coets i es va propulsar superant Mach 2. La utilització planejada dels propulsors durant 42 segons va permetre als pilots Dave Mackay i Mike "Sooch" Masucci portar la nau a través de l'estratosfera i entrar per primera vegada en la mesosfera a 52 quilòmetres d'altitud a Mach 2,47. La capa de l'atmosfera terrestre en la qual va penetrar, la mesosfera, se situa per sobre de l'estratosfera, on solen arribar els globus meteorològics, i de la troposfera, en la qual volen els avions comercials.
El dijous 10 de desembre del 2018 l'SpaceShipTwo va fer història en enlairar-se des de Califòrnia, Estats Units d'America i aconseguir una altura de 82,7 km d'altura, amb la qual cosa l'empresa es converteix en la primera a aconseguir un vol comercial tripulat a l'espai segons la NASA. La nau va aconseguir aquesta altitud després que desenganxés d'un altre avió, d'on es va desprendre per seguir elevant-se una velocitat 2,9 vegades més ràpida que la del so. Tanmateix, això va generar un debat a causa que en molts llocs es considera que l'espai està definit per la línia de Karman que separa l'espai exterior, la qual es troba a 100 km d'altura, pel quin si es pren aquesta mesura la nau no ha entrat a l'espai exterior, no obstant això si s'utilitza la mesura de la NASA que és 20 km menor, o sigui 80 km d'altura aquesta nau si va arribar a l'espai exterior.

## Accidents
El 31 d'octubre de 2014, la nau SpaceShip Two es va estavellar en el desert de Mojave, Califòrnia. Va morir el copilot Michael Alsbury de 39 anys. El comandant de 43 anys Pete Siebold, va sobreviure en aconseguir saltar en paracaigudes, però va tenir ferides greus.
Tots dos pilots van participar en el projecte Tier 1 de Scaled Composites, SpaceShipOne. Aquest accident va provocar que tot es retardés novament, fins i tot es va pensar que el projecte seria cancel·lat.

## Reserves
El 2008, Virgin Galactic ja tenia recaptats 30 milions de dòlars en reserves.
Encara que el dipòsit inicial era de 200.000 dòlars per a les primeres 100 persones a volar, les següents 400 pagaran un dipòsit de 100.000 i 175.000; després tots els passatgers pagaran cadascun 20.000 dòlars.
Entre les primeres persones que van proposar a Branson viatjar a l'espai va ser la cantant Lady Gaga, l'actor William Shatner, el dissenyador Philippe Starck, l'exguitarrista de Jane's Addiction i Red Hot Chili Peppers Dave Navarro, l'estrella d'Alien Sigourney Weaver, el director de hollywood Bryan Singer, el músic Moby, Paris Hilton, i l'empresari xilè Leonardo Farkas, l'astrofísic Stephen Hawking (va anunciar el 8 de gener de 2007 els seus plans per fer el seu vol suborbital el 2009)., També, el propi Richard Branson i alguns dels seus familiars volarien a l'espai en el primer vol comercial de VSS Enterprise el 2009, abans que qualsevol persona. El 2006, Richard Branson va oferir a l'actor William Shatner un viatge gratis al primer vol espacial llançat el 2008, estalviant-li a Shatner $200.000; no obstant això, Shatner no ho va acceptar, i va dir, "Sí vull anar aquí a dalt, però necessito que em garanteixin que tornaré".
El març de 2005, Doug Ramsberg, un veí de Northglenn, Colorado, va guanyar un vol gratis suborbital a bord de Virgin Galactic, en un sorteig de Volvo afavorit per Virgin. El setembre de 2006, Alan Watts, un empresari britànic, va indicar que va poder canviar dos milions de milles de viatger freqüent per a un bitllet a bord del vol espacial de Virgin Galactic el 2009.
Virgin Galactic va confirmar a l'octubre de 2008 que ells havien rebutjat una oferta, rebuda durant el Congrés Internacional d'Astronàutica, d'1 milió de dòlars per part d'una empresa desconeguda per rodar una pel·lícula pornogràfica en un dels seus vols.